# لئومینستر (ماساچوست)
لئومینستر، ماساچوست
لئومینستر(به انگلیسی: Leominster) شهری در شهرستان ورچستر ایالت ماساچوست می‌باشد که در سال ۱۷۴۰ بنیان‌گذاری شده‌است. این شهر در سرشماری سال ۲۰۱۰ میلادی، ۴۰٬۷۵۹ نفر جمعیت داشته‌است.